# カトリック麻布教会
カトリック麻布教会（かとりっくあざぶきょうかい）は、東京都港区西麻布にあるキリスト教（カトリック）の教会およびその聖堂である。教会堂名は「イエスのみ心」。

## 沿革
1882年（明治15年）5月3日、芝区赤羽根橋南東畔の松本町（現在の港区赤羽橋交差点西南隅）にカトリック築地教会の巡回教会が設置された。これは、築地教会所属の信徒の中で、芝公園近隣地区に住む信徒が多くなったためである。新聖堂は聖十字架発見の記念日にちなんで、『聖十字架の聖堂』と命名された。
赤羽橋の教会が手狭になると、当時神田教会から巡回していた司祭のジャック・エドモンド・パピノは、1889年（明治22年）、麻布区霞町21番地（現在の麻布教会敷地）に土地を借り受け聖堂の建築に着手、1890年（明治23年）7月1日に完成し、神田教会の巡回教会とした。1892年（明治25年）3月に司祭のドルワール・レゼーが麻布教会に常住したことから、同年を独立と考えるのが定説だが、1889年（明治22年）7月頃には独自の洗礼台帳やその他の教会文書が存在している事から、同年7月には独立していた説もある。
1893年（明治26年）頃からの麻布教会の活動は、東京6教会 の中で最もおとなしく、目立たない存在だった。これは、司祭の交代が多かった事と、1888年（明治21年）麻布に大隊区司令部が設置され、この地域に多くの軍人が居住し、彼らは日清戦争後の領土問題に、ドイツ・フランス・ロシアが干渉した事で強く不満を持ち、その敵意をフランス人宣教師にも度々向けたためである。当時の司祭であるミッシェル・シュタイシェン は、温和な性格であるため移転までも考えたが、財政的に無理であったので、住民の感情を刺激しないよう、細々とした活動を行った。この苦境に耐えた麻布教会は後に大きく発展し、1921年（大正10年）には東京6教会の中で最大の信徒数となった。
1890年（明治23年）に建てられた聖堂は1916年（大正5年）に建替えられたが、1945年（昭和20年）東京大空襲により聖堂が全焼し、聖心女子学院、信徒宅、伊皿子の枝光会を仮聖堂とするなどの移転を繰り返し、元の麻布の地に1952年（昭和27年）4月13日、現在の聖堂が完成した。また同麻布の地で、枝光会の受託で麻布みこころ幼稚園を併設する。

## 交通アクセス
- 東京メトロ日比谷線、都営地下鉄大江戸線「六本木駅」より徒歩8分